# Leilani Akiyama
Leilani Akiyama (21 de febrero de 1987) es una deportista estadounidense que compite en judo. Ganó tres medallas en el Campeonato Panamericano de Judo entre los años 2014 y 2020.

## Palmarés internacional
| Campeonato Panamericano | Campeonato Panamericano | Campeonato Panamericano | Campeonato Panamericano |
| Año                     | Lugar                   | Medalla                 | Categoría               |
| ----------------------- | ----------------------- | ----------------------- | ----------------------- |
| 2014                    | Guayaquil (Ecuador)     | Medalla de bronce       | –63 kg                  |
| 2015                    | Edmonton (Canadá)       | Medalla de bronce       | –63 kg                  |
| 2020                    | Guadalajara (México)    | Medalla de plata        | –57 kg                  |